# Plovoucí koupaliště

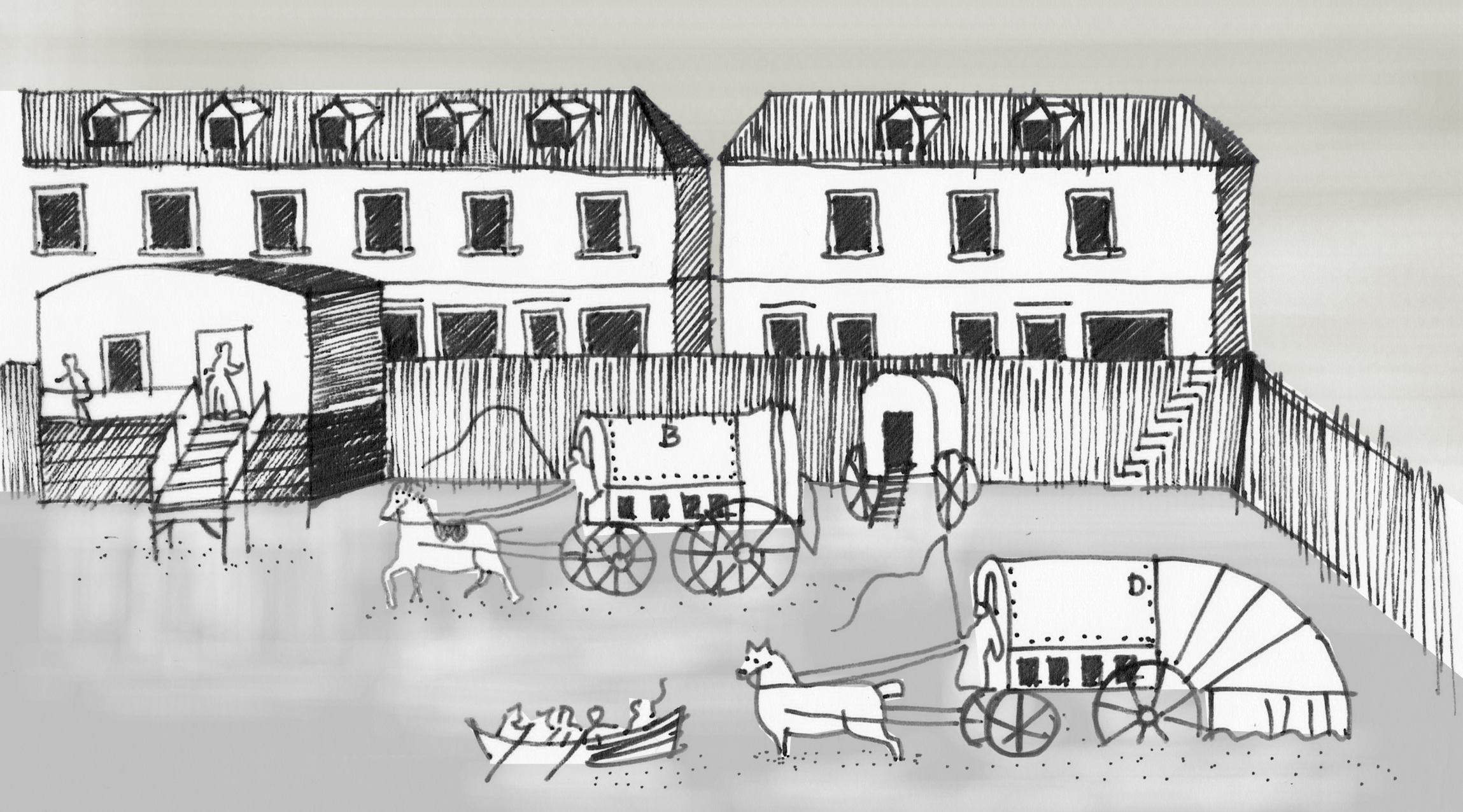
První koupací stroj

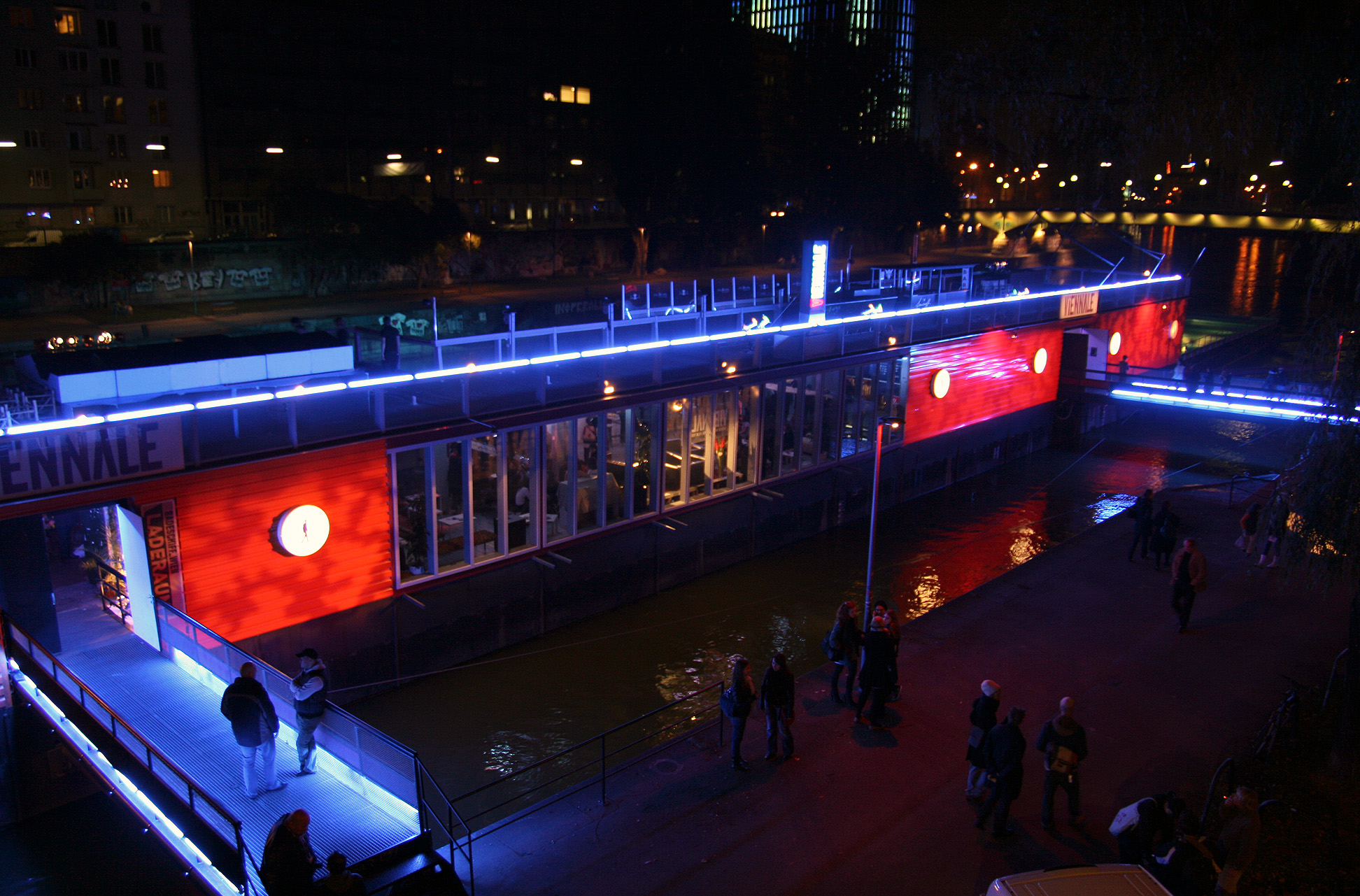
Plovoucí lázně ve Vídni, Donaukanal, 2009

Plovárny na vodní hladině mají svou tradici v mnoha významných evropských, ale i amerických městech. Jsou v New Yorku, Berlíně, Vídni i v dalších metropolích. Lákají návštěvníky na přímý kontakt s říční hladinou a rekreaci v přeplněných v centrech měst. Plovoucí objekty nezatěžují nábřeží novou zástavbou, jsou mobilní a přizpůsobují se aktuálním potřebám využití. Doplňují městskou strukturu s ohledem na stávající vazby.

## Netradiční plovárny
Zatímco běžné lázeňské objekty jsou většinou umístěny na souši, je mnoho příkladů bazénů i jiných rekreačních objektů, které se nespokojí s tradičním založením na pevnině, ale různými způsoby vstupují přímo na vodní hladinu. Důvody pro to jsou různé - zvýšené soukromí ve větší vzdálenosti od veřejné pláže, přímé využití říční nebo mořské vody spolu s výhodami krytého prostoru, atraktivní výhledy na město z úrovně řeky, mobilita, flexibilita, atp.
Na sklonku 18. a v 19. století měla většina velkých evropských i amerických měst jeden či více takových plovoucích objektů. K jejich zániku přispěla zchátralost, zhoršená kvalita říční vody a u nás i znárodňování. V mnoha městech jsou však dodnes, a to buď přímo historické objekty nebo jejich moderní ekvivalenty.

## Vývoj plovárenství v Evropě a USA
V polovině 18. století došlo na starém i novém kontinentu k rychlému šíření osvícenských myšlenek. Dvě století po renesanci se člověk a jeho potřeby opět dostaly do středu zájmu. Koupel se z nutnosti vykonávané jednou za pár dní stávala společenskou aktivitou vyhledávanou nejchudšími vrstvami, měšťany i šlechtou. Přitom do té doby se i například angličtí šlechtici víc než koupelím oddávali každodennímu vrstvení parfémů, aby zakryli vzrůstající zápach. Až král Jiří III. zavedl koupel v moři jako zdravý a příjemný způsob trávení času, ale jen pro muže. Pro ženy koupel na veřejnosti nebyla považována za vhodnou. Z rekreačního užívání vody se však postupem času stal rituál překračující hranice společenského postavení.
Ve Velké Británii se kolem roku 1730 poprvé objevil tzv. koupací stroj. Za pár šilinků si dámy pronajali speciální drožku se šatnovou kabinkou umístěnou za kočím. Kůň pak budku odtáhl do vody a dáma, už v plavkách, po schůdcích sestoupila do hlubší vody, kde mohla nerušeně plavat.
Zdrojem pohybu však nemusel být kůň. Existovaly i plovárny poháněné parním strojem, nezřídka doplněné o kolejnicový systém. Příkladem takové plovárny (již větších rozměrů) je koupací stroj krále Alfonsa XIII. ve španělském San Sebastianu. Bohatě zdobený objekt byl umístěn na dvou kolejích. Pohyb byl zajištěn lanem ze břehu.

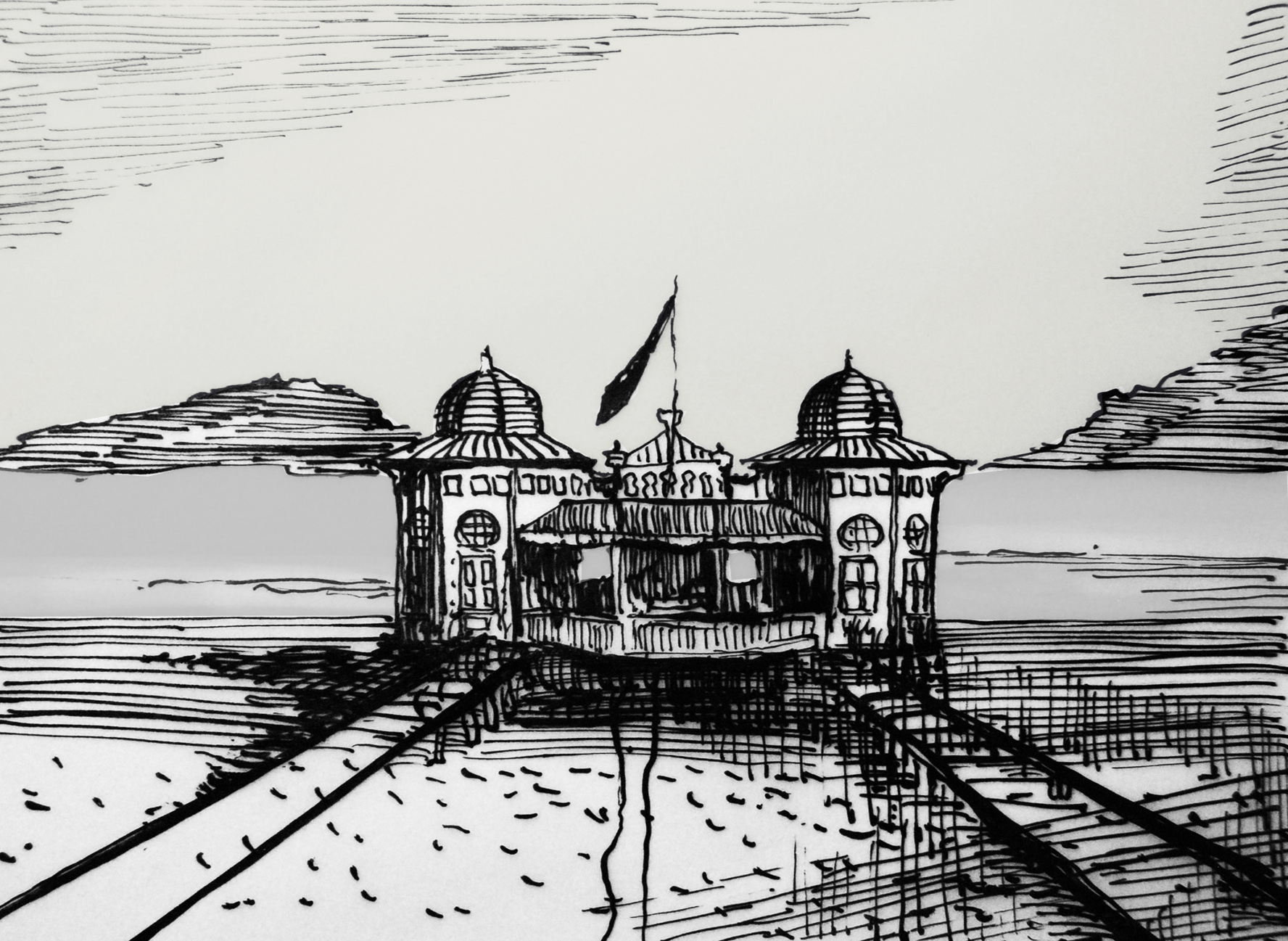
Koupací stroj krále Alfonsa

Jiným způsobem jak se dostat přímo na vodní hladinu je využití plovoucího objektu. Z modifikovaných lodí se postupně vyvinuly pontonové plovárny. Obsahovaly zázemí se šatnami a prostor pro plavání. Voda byla říční.

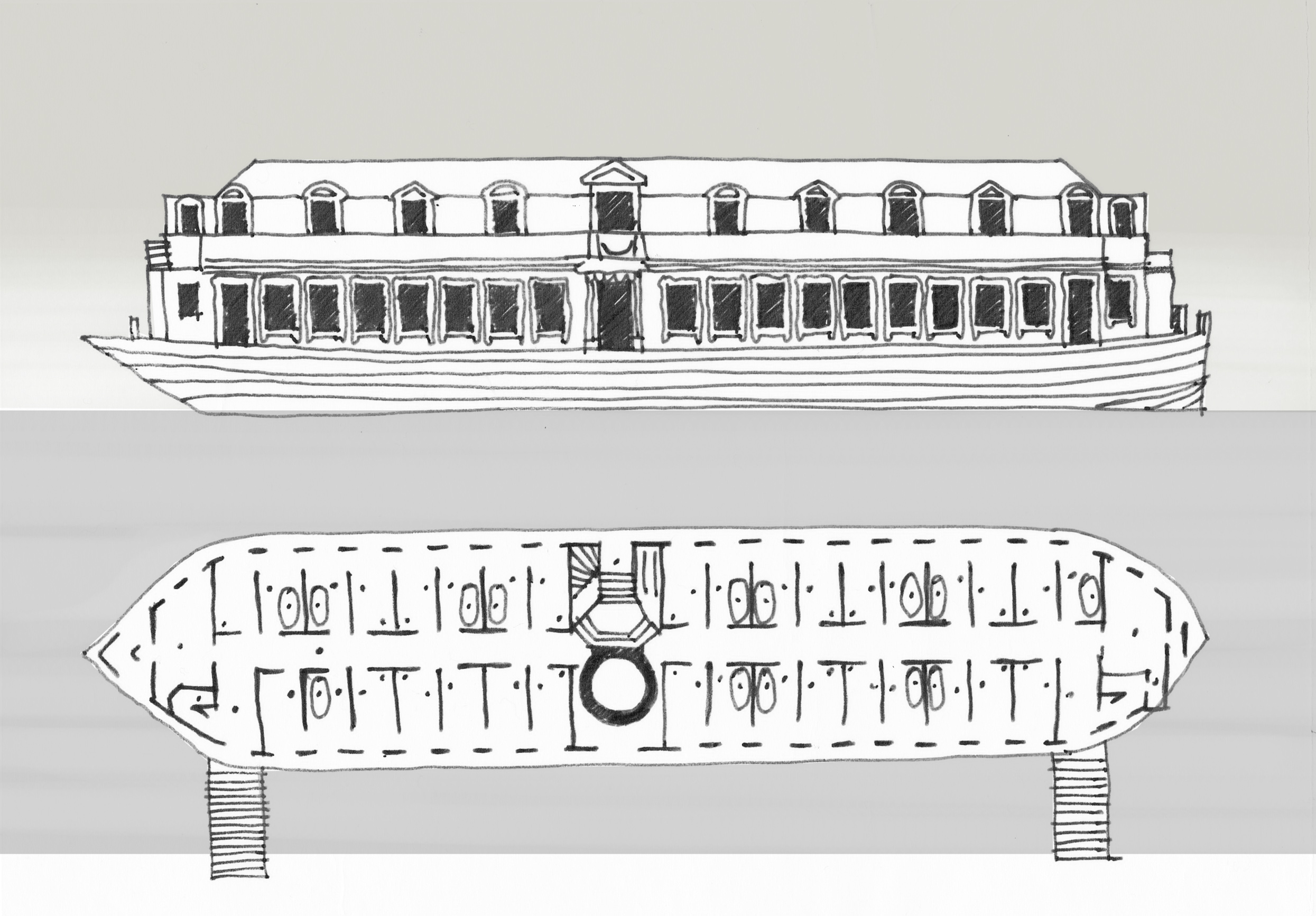
Lodě jako plovárny

Plovoucí plovárny se na přelomu 18. a 19. století objevují takřka ve všech velkých městech. První svého druhu byla v roce 1761 plovárna na Seině Jean-Jacques Poitevina. Poitevin byl královský zmocněnec ve věcech hygieny. Jím navržené lázně sestávaly ze dvou propojených lodí, které obsahovaly 33 koupacích jednotek. Návštěvník si mohl vybrat mimo jiné mezi teplou a studenou sprchou. Prostor mezi loďmi fungoval jako improvizovaný bazén a sloužil jako rozšíření vnitřní plovárny.

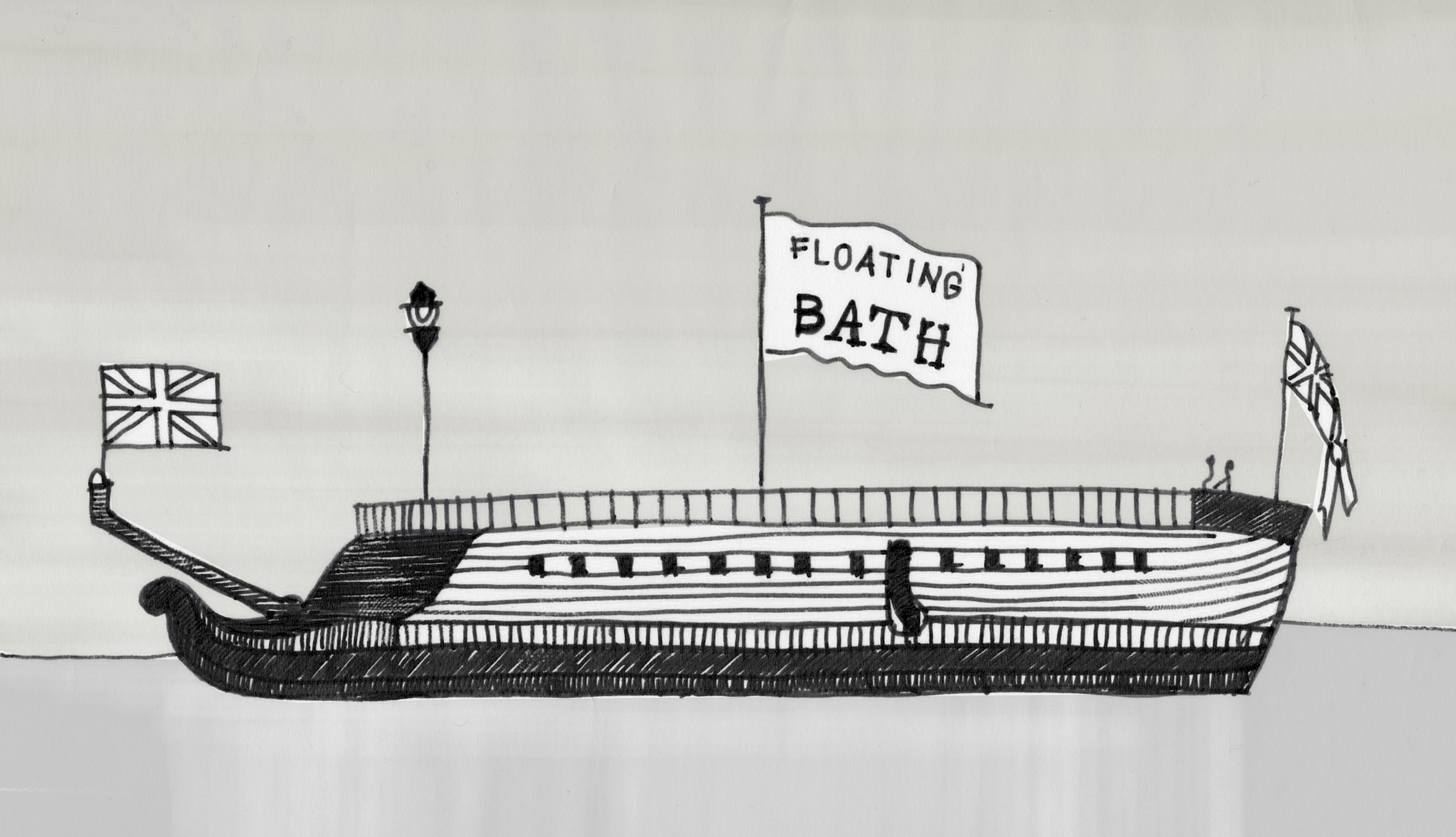
Plovoucí lázně na lodi

V Liverpoolu byla roku 1816 otevřena lodi podobná plovárna s rezervoárem na vodu o rozměrech 24 × 8 metrů. Vzduchotěsné nádrže umístěné pod úrovní hladiny nadnášely stavbu a umožnily tak plynulý průtok vody otvory vepředu a vzadu trupu plovárny. Hloubka vody se měnila díky stoupající podlaze z 2,1 na 0,9 metru. Pokud si plavec přál, mohl vyplout mimo plovárnu bokem odvráceným od břehu.
Plovárny však velmi rychle opustily tvarosloví lodí a začaly přejímat zdobné prvky tehdy módních stylů. Jedním z nejkrásnějších dochovaných příkladů je plovárna Frauenbadi v Zurichu, určená pouze ženám. Byla postavena roku 1888 a je dodnes funkční a v dobrém stavu.

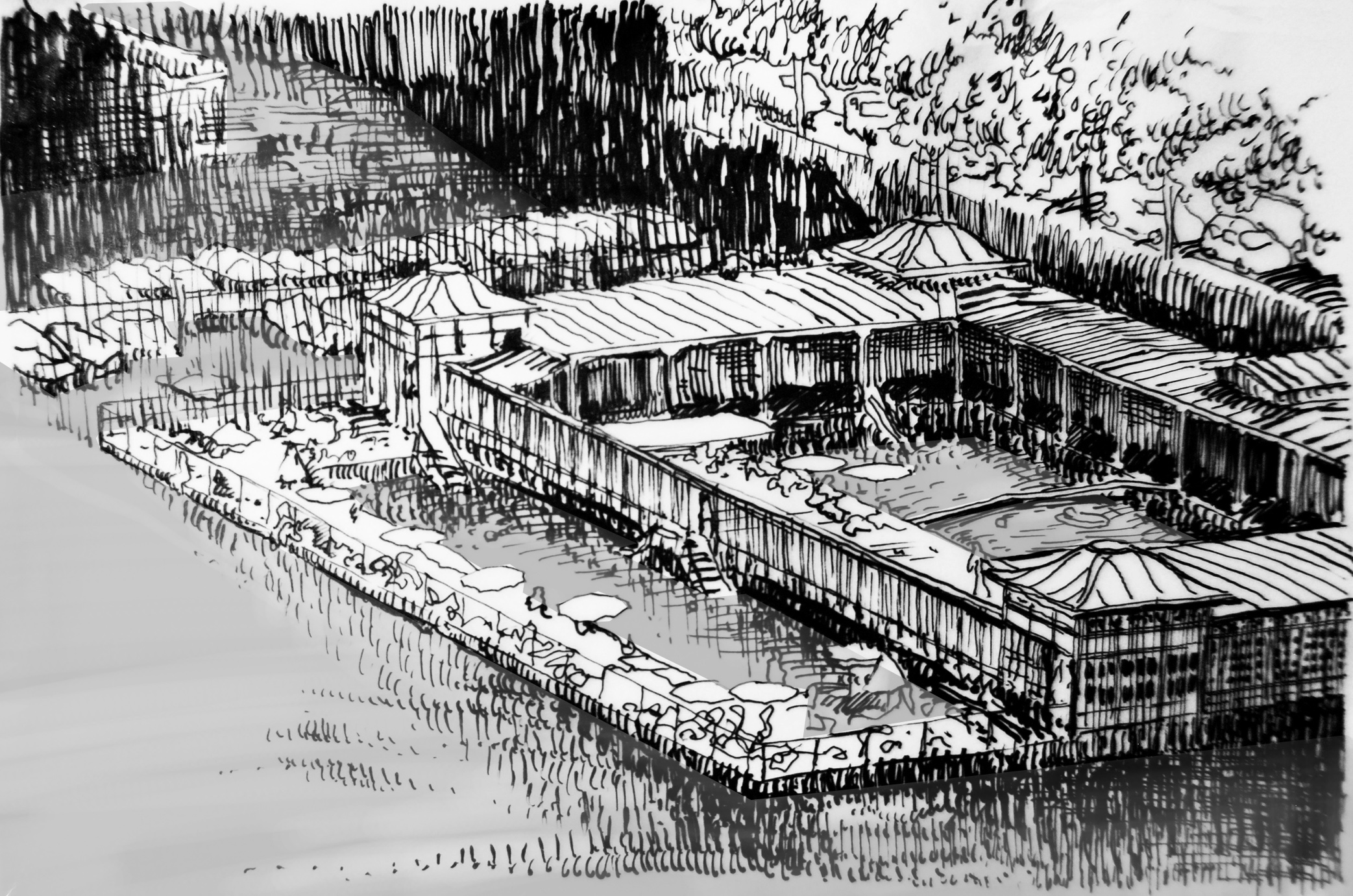
Plovárna Frauenbadi v Zurichu

Asi největší oblibě se těšily plovoucí lázně v Německu a Rakousku. V Hamburku se první lázně objevily roku 1793 na jezeře Alster. Například v roce 1810 je navštívilo 5172 lidí, ale z toho pouze 1,6 % z prodaných lístků byly ženy. Plovárny se proto stavěly s bazény rozdělenými podle pohlaví. Výjimečně se muži a ženy střídali v určité dny.

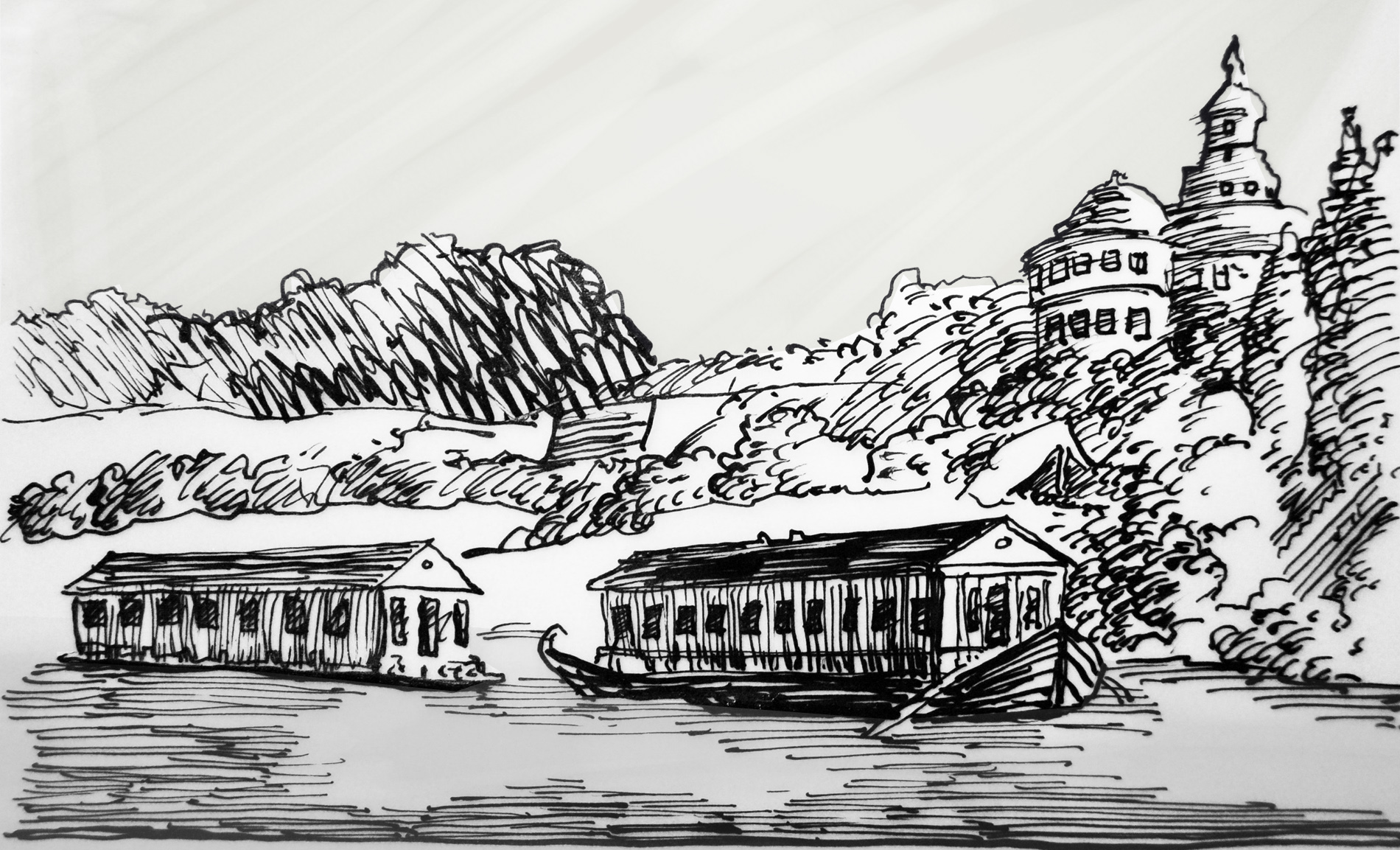
Lázně v Hamburku

Za jednu z nejkrásnějších byla považována Kohlova frankfurtská plovárna (1800) s bohatě zdobenými místnostmi, obdiv však vzbuzovala i o 3 roky mladší berlínská plovárna Georga Adoplha Welpera. Tato plovárna nabízela 4 třídy pro různé sociální vrstvy, přičemž 1. třída se honosila vytapetovanými stěnami a malovaným stropem.

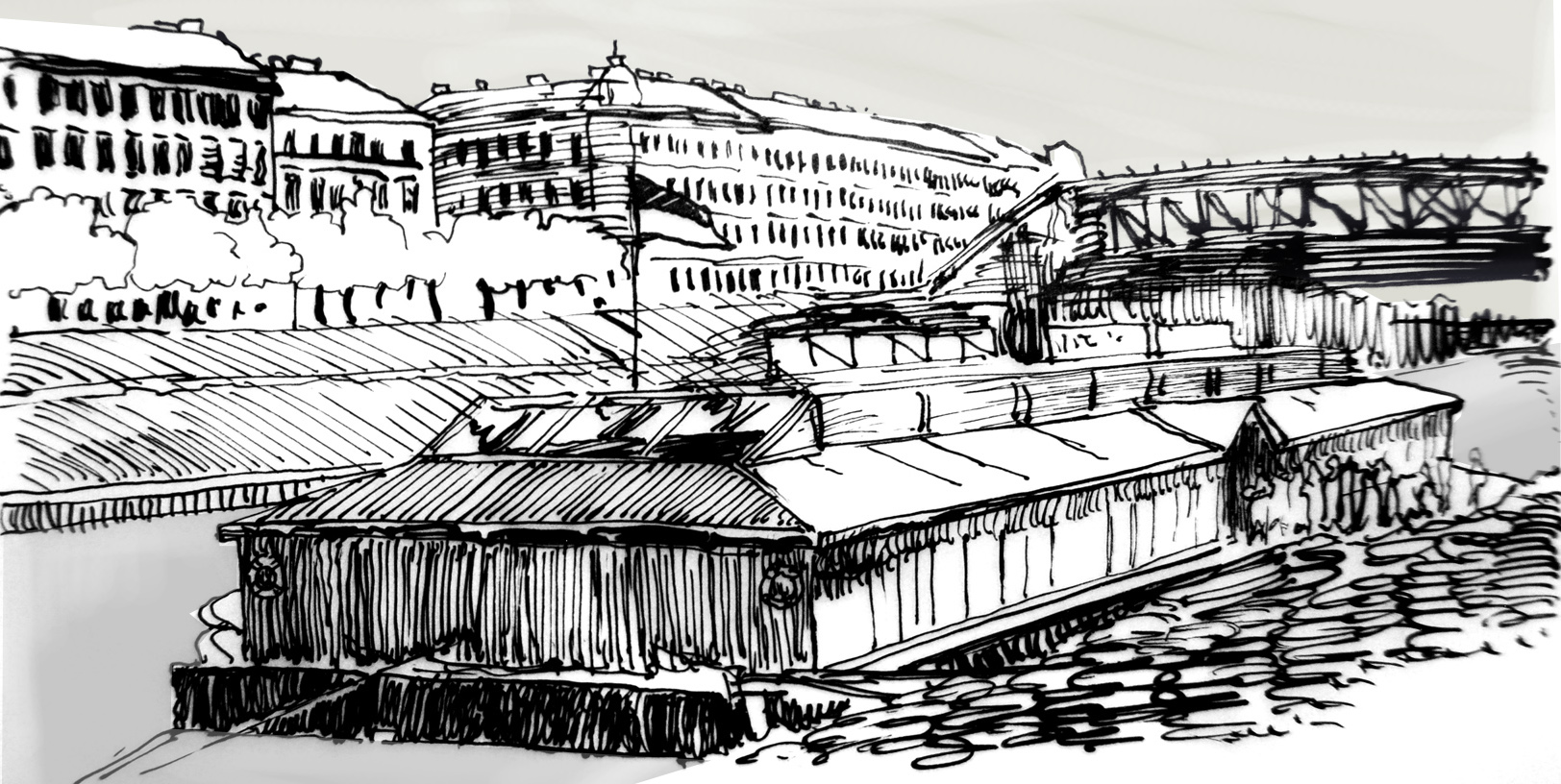
Kohlova frankfurtská plovárna

Za zmínku stojí také plovárny ve Vídni. Roku 1902 zřídila vídeňská radnice 4 Městské plovárny na Dunaji. Plovoucí objekty dlouhé 60 metrů byly rozděleny na dvě části dle pohlaví. Hloubka vody byla 1,3 m, u dětského bazénu 0,8 m. Vstupné do 1. třídy stálo 70 haléřů a do 2. třídy pak 10 haléřů. Ručníky byly obsaženy v ceně.
Ani Praha nezůstala pozadu. První plovárna vznikla v roce 1809 na popud Ernsta von Pfuel, a jednalo se pravděpodobně o 1. plovárnu tohoto typu v Rakousko-Uhersku. Pfuel byl velitelem francouzské legie císařské armády, později se stal pruským ministrem války a následně ministerským předsedou. Než se začal věnovat politice, zajímal se však o plavecký výcvik vojáků. První pražská plovárna byla tedy vojenská a byla umístěna u břehu pražského Františku.

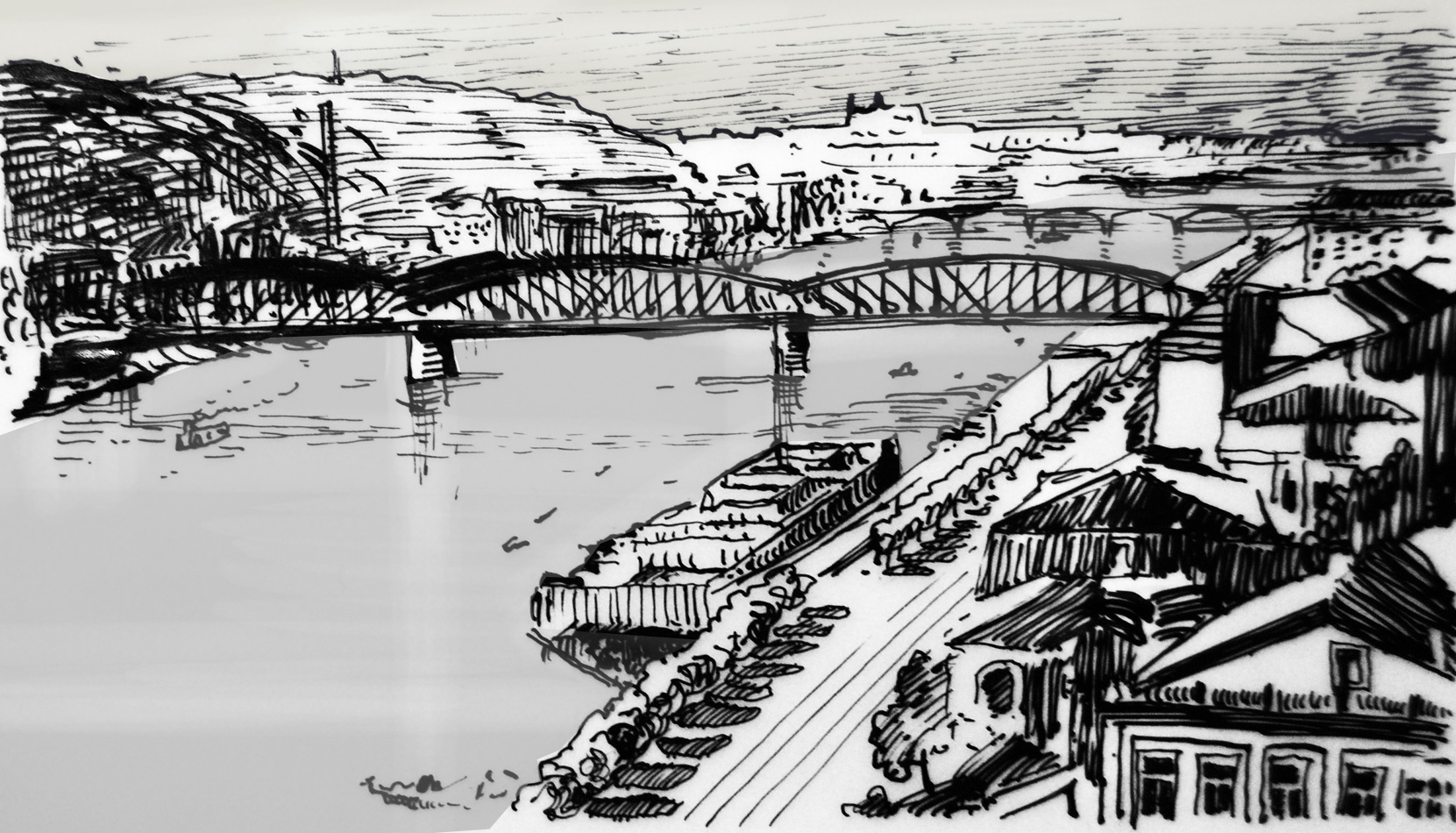
Plovárna na Františku

Nedlouho na to byla na protějším břehu založena tzv. Občanská plovárna. Dochoval se pouze zděný klasicistní objekt pod Letnou z roku 1840. Samotná plovárna však byla umístěna na platformách přímo na řece a v objektu na břehu se skrývalo zázemí se šatnami. Po dlouhou dobu se plovárny na Vltavě těšily velkému zájmu Pražanů. Byla to například Mejzlíkárna v Podolí, kde se v roce 1911 natáčela němá groteska Rudi na záletech, nebo plovárna přezdívaná Špačkárna u Smíchovského železničního mostu, která byla v provozu až do roku 1960.

## Moderní koupaliště
Ve 20. století upadala plovoucí koupaliště v zapomnění. Často zchátralé objekty byly likvidovány. Na tomto stavu se podepsala i špatná kvalita říční vody, která obyvatele měst přestala lákat. Během posledních 20 letech jsme ale svědky nového trendu. V Paříži, Berlíně, New Yorku a například v Kodani vznikly moderní plovárny, které se těší stále větší oblibě. Soudobé technologie umožňují lepší filtraci vody a moderní architektonické řešení vytváří atraktivní veřejný prostor v centrech přelidněných metropolí.
V roce 2005 realizovali v Berlíně Wilk-Salinas Architekten plovoucí koupaliště jako konverze staré nákladní lodi. Platformy jsou propojeny lávkami. Na zimu se překrývají textilní membránou vypnutou na dřevěná žebra a v létě se celá konstrukce odstraní. Je to bazén s pláží v místě, kde by podobně velký zásah na břehu nebyl možný.
V dánské Kodani se propojily kanceláře PLOT a BIG a zrealizovaly Kodaňskou přístavní plovárnu. Projekt z roku 2003 má 3 bazény. Z dřevěné platformy vyrůstá dynamický objem skokanského můstku a věž pro plavčíka. Tradiční tvarosloví plovárenských objektů vystřídala expresivní umělá krajina rozšiřující plochu náplavky.
I Vídeň se dočkala náhrady za kdysi velmi populární Městské plovárny. Bazén dlouhý 30 metrů umístěný na Donaukanalu poblíž observatoře Urania doplňuje restaurace s barem.

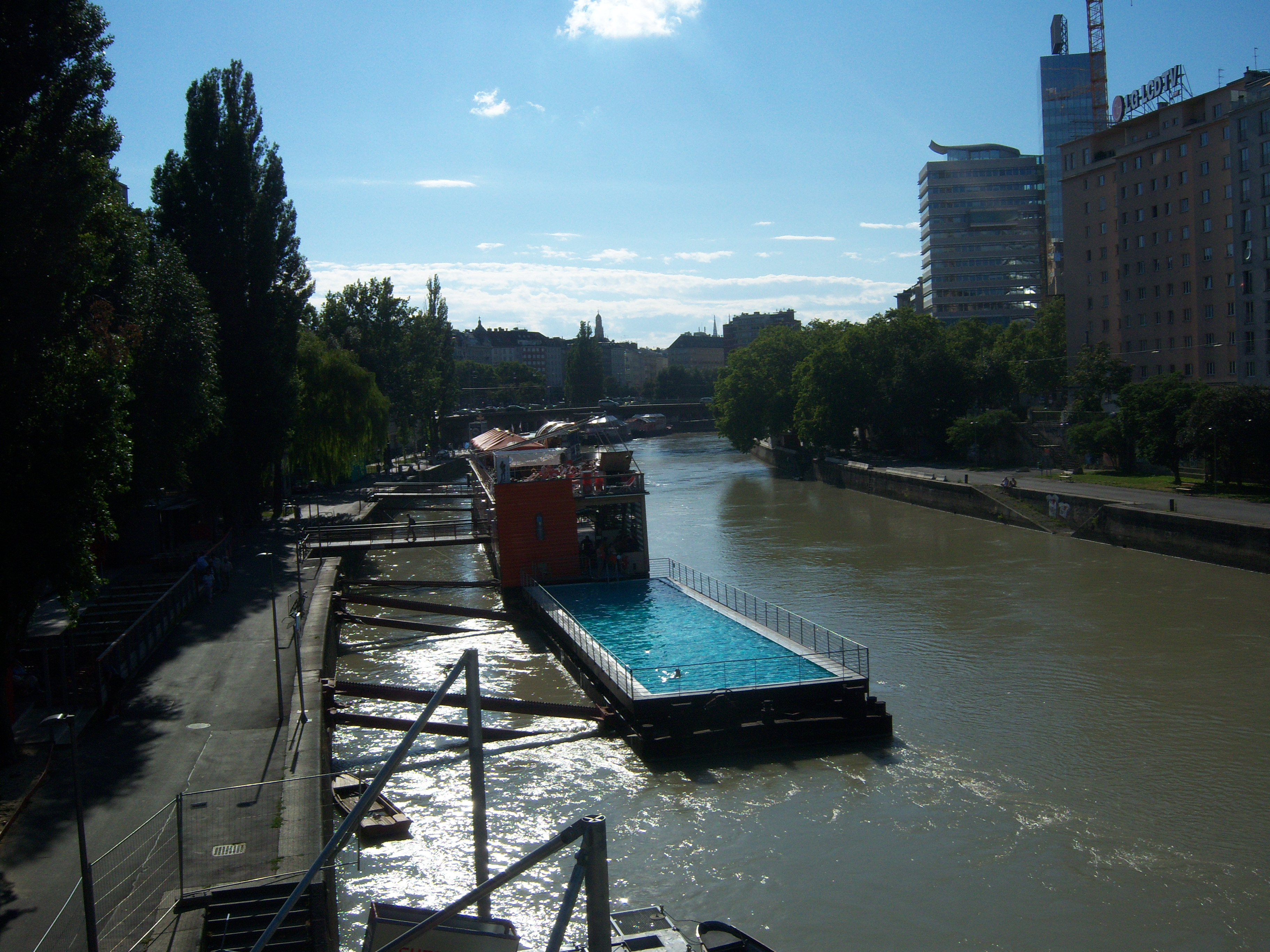
Plovoucí lázně ve Vídni, 2008

V přehledu současných koupališť pak nesmí chybět projekty vznikající v současné době pro New York. V roce 2007 vyprojektovala kancelář Jonathan Kirschenfeld Associates 80 m dlouhou a 24 m širokou plovoucí platformu. Součástí je 25 m dlouhý plavecký bazén, šatny, sprchy a bar. Plovárna pojme najednou až 170 lidí, kteří mohou z vodní hladiny obdivovat výhled na Manhattan.
O dva roky později pak 3 mladí architekti - Dong-Ping Wong, Archie Lee a Jeffrey Fraklin - přišli s vizí, kterou pojmenovali Plus pool. Plovárna ve tvaru řeckého kříže je vybavena nejmodernějšími technologiemi pro filtraci vody, kdy samotné stěny bazénu čistí říční vodu, která jimi volně prochází. Koupající tedy mají mít pocit, jako by skutečně plavali v řece, která dnes pro koupele stále není vhodná. Z počátku utopický projekt získal takový ohlas odborné i laické veřejnosti, že se začalo pracovat na jeho realizaci. Architekti teď spolupracují na vývoji filtračních stěn spolu s přední inženýrskou kanceláří Arup. Termín dokončení objektu by mohl být rok 2012.
Wikipedie:Propagační článek

## Řeka a město

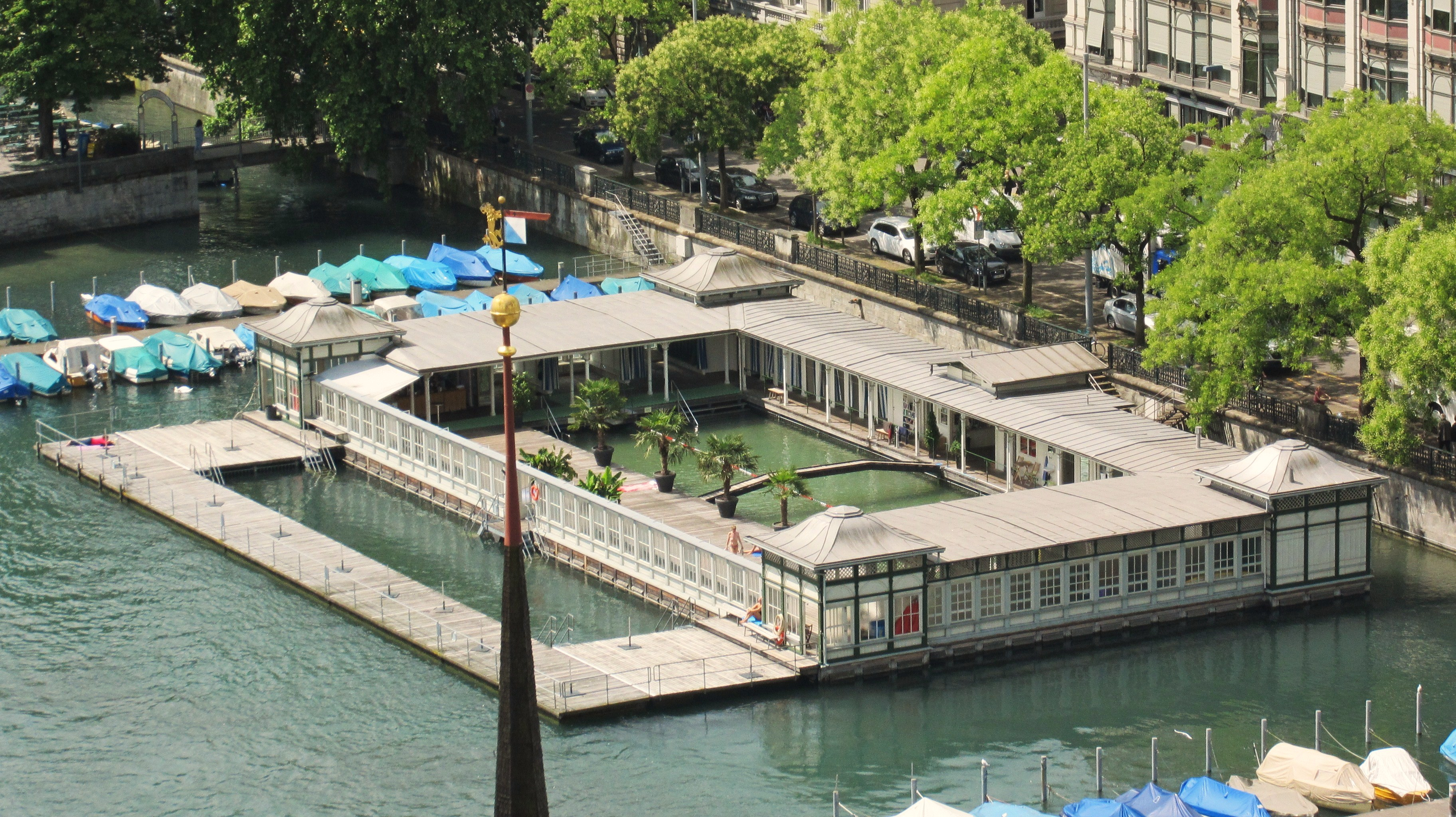
Frauenbadi v Curichu, 2011

V hustě osídlených oblastech vidíme nedostatek stavebních ploch. Na to dávají odpověď současné technologie - můžeme stavět do neomezených výšek i do neomezených hloubek, malá plocha se tak v prostoru mnohonásobně zvětší. Jenže všechno by mělo mít nějaké hranice. Měli bychom ctít genius loci historických center, udržet v ulicích sluneční světlo a vytvářet příjemné městské prostory. Měli bychom uchovat to, co funguje, a naopak posílit slabá místa. V Evropě existuje provázaný říční systém. Je to přirozená síť spojující celý kontinent. Řeky jsou spojnicí lidí i funkcí. Ale ne každý si to uvědomuje. Měli bychom řeky chápat jako “příležitost”, ne pouze neměnný stav, který se nemůže rozvinout v něco lepšího.
Umíme si představit mnoho způsobů využití říčních toků. Mohl by vzniknout modulární plovoucí systém, který by putoval z jedné země do druhé a šířil tak kulturní hodnoty napříč národy, nebo plovoucí ostrovy, které by svými funkcemi doplňovaly složitou nábřežní strukturu. Budoucnost měst z tohoto pohledu netkví ve fixním, pevném urbanismu, ale ve flexibilním. V urbanismu, který netvoří národy v tradičním významu tohoto slova, ale maže mezi jednotlivými zeměmi hranice. Námi navrhovaná plovárna je jen zlomkem z možností, které budoucí využití vodních ploch ve městech nabízí.